# Лукта (гміна)
Гмі́на Лу́кта (пол. Gmina Łukta) — сільська гміна у північній Польщі. Належить до Острудського повіту Вармінсько-Мазурського воєводства.
Станом на 31 грудня 2011 у гміні проживало 4507 осіб.

## Територія
Згідно з даними за 2007 рік площа гміни становила 184.71 км², у тому числі:
- орні землі: 31.00%
- ліси: 54.00%

Таким чином, площа гміни становить 10.47% площі повіту.

## Населення
Станом на 31 грудня 2011:
| Опис     | Загалом | Загалом | Чоловіки | Чоловіки | Жінки | Жінки |
| -------- | ------- | ------- | -------- | -------- | ----- | ----- |
| одиниця  | осіб    | %       | осіб     | %        | осіб  | %     |
| все      | 4507    | 100     | 2290     | 50.81    | 2217  | 49.19 |
| міське   | 0       | 100     | 0        |          | 0     |       |
| сільське | 4507    | 100     | 2290     | 50.81    | 2217  | 49.19 |

## Сусідні гміни
Гміна Лукта межує з такими гмінами: Ґетшвалд, Йонково, Міломлин, Моронґ, Оструда, Сьвйонткі.